# Khirbet al-Faras
Khirbat Al Faras (tiếng Ả Rập: خربة الفرس) là một thành phố của Syria thuộc chính quyền Tartus nằm ở vùng Khawabi, cách thành phố Tartus khoảng 20   km. Khirbat Al Faras có độ cao 300 mét và được bao quanh bởi hai con sông. Theo Cục Thống kê Trung ương Syria, Khirbet al-Faras có dân số 1.113 trong cuộc điều tra dân số năm 2004. Cư dân của nó chủ yếu là người Ismailis, mặc dù có một nhóm thiểu số.